# Kenneth Monkou
Kenneth Monkou (Nickerie, 29 novembre 1964) è un ex calciatore olandese, di ruolo difensore.

## Carriera
Difensore centrale, in carriera ha militato nelle file di Feyenoord, Chelsea, Southampton e Huddersfield Town.

## Palmarès

### Club

#### Competizioni nazionali
- Second Division: 1

Chelsea: 1988-1989
- Full Members Cup: 1

Chelsea: 1989-1990